# Павлівське (Запорізький район)
Па́влівське — село в Україні, адміністративний центр Павлівської сільської громади Запорізького району Запорізької області. До 2016 року орган місцевого самоврядування — Павлівська сільська рада.

## Географія

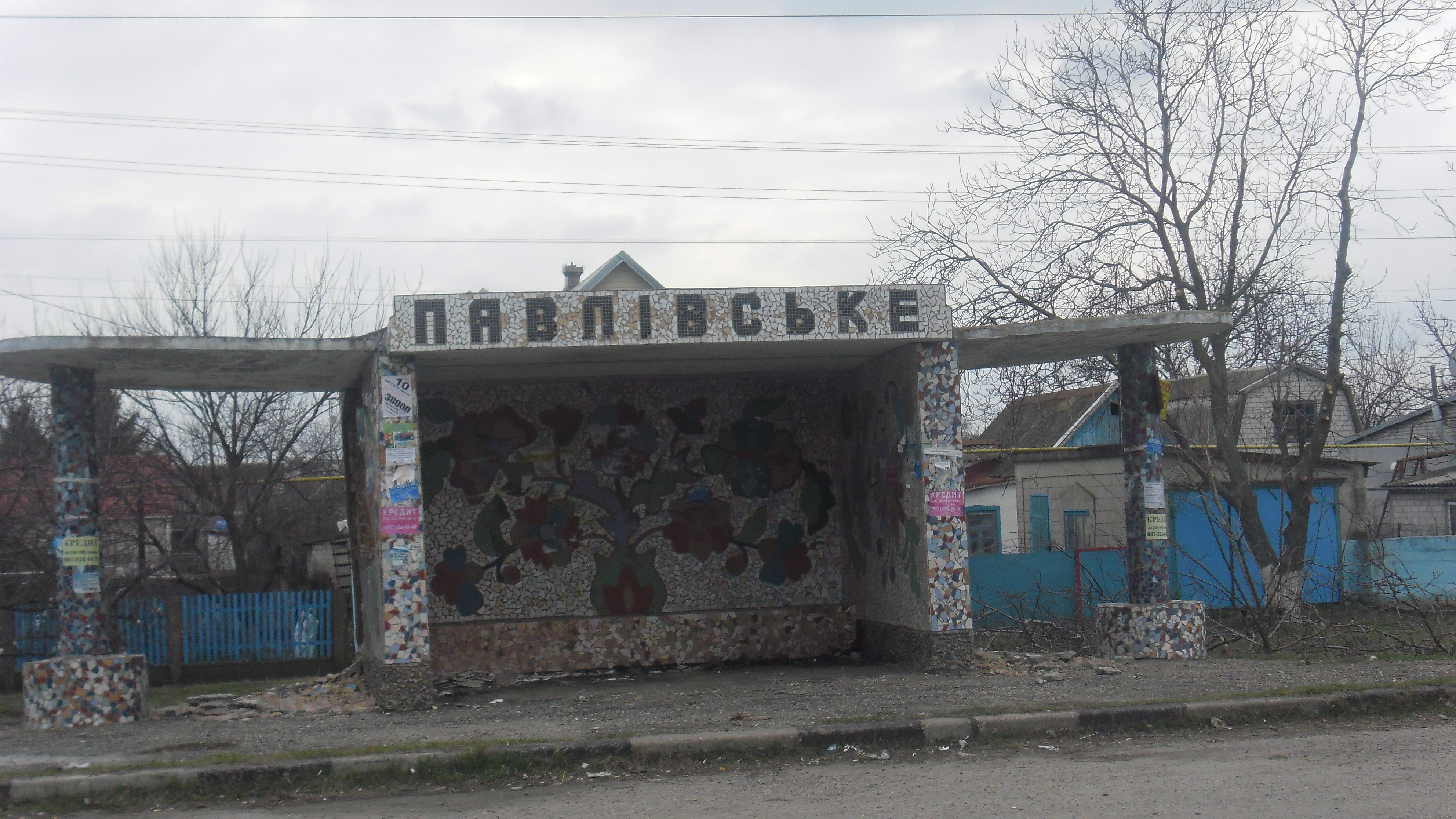
Автобусна зупинка в селі Павлівське

Село Павлівське розташоване за 32 км від обласного центру, на заході межує з містом Вільнянськ, на півночі — з селом Зелене, на півдні — з селом Вишневе. Поруч пролягають автошлях національного значення Н15 та залізниця Синельникове I — Запоріжжя I, станція Вільнянськ (за 1,5 км).

## Історія
Село засноване у 1905 році переселенцями з Оріхівської волості.
7 (20) листопада 1917 року, відповідно до Третього Універсалу Української Центральної Ради, увійшло до складу Української Народної Республіки.
Внаслідок поразки Перших визвольних змагань 1917—1921 років село тривалий час було окуповано більшовицькими загарбниками.
У 1932—1933 роках селяни пережили сталінський геноцид.
З 24 серпня 1991 року село у складі Незалежної України.

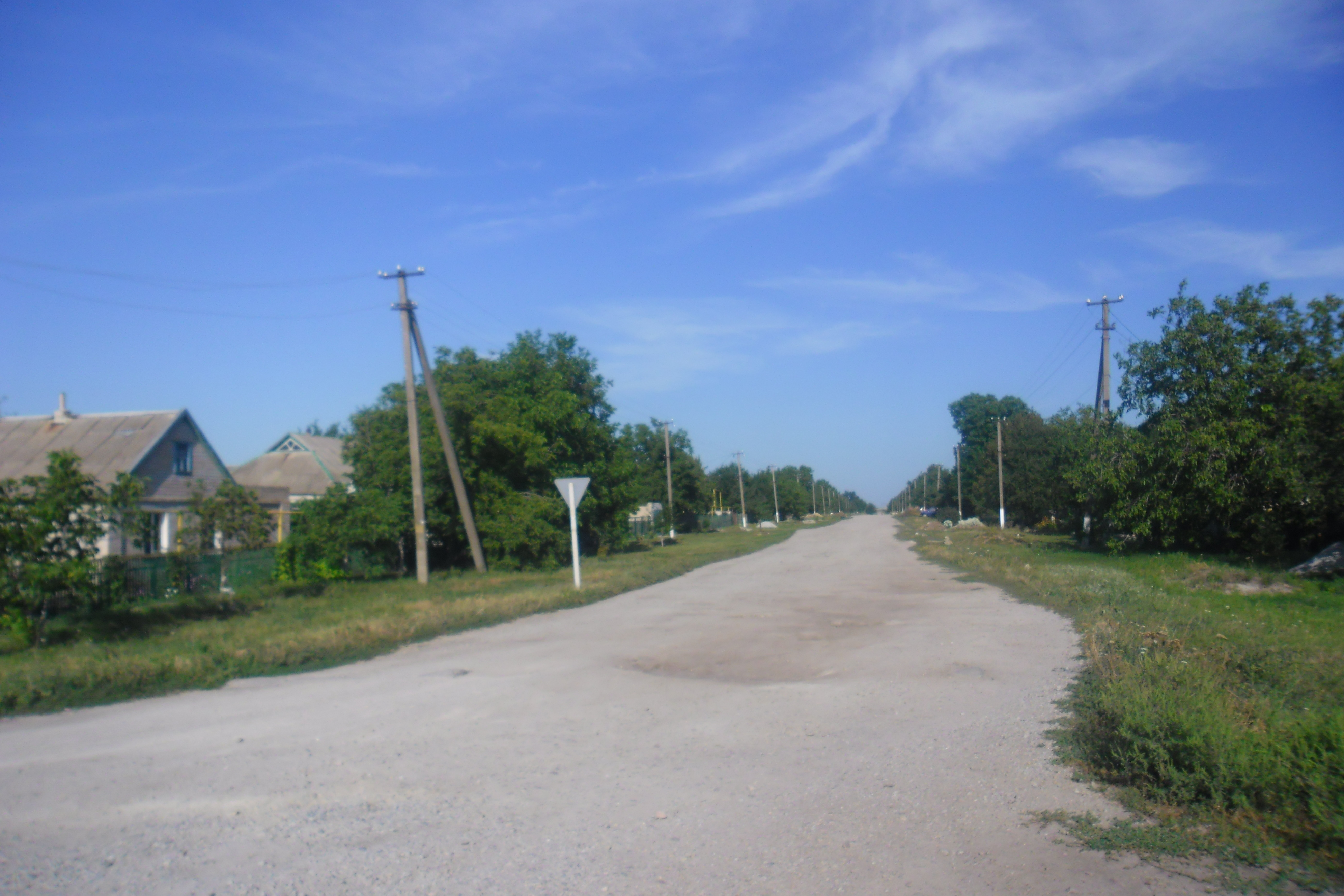
Одна із вулиць села Павлівське

16 грудня 2016 року, в ході децентралізації, село стало адміністративним центром Павлівської сільської громади.
12 червня 2020 року, відповідно до розпорядження Кабінету Міністрів України № 713-р «Про визначення адміністративних центрів та затвердження територій територіальних громад Запорізької області», село увійшло до складу Павлівської сільської територіальної громади.
19 липня 2020 року, в результаті адміністративно-територіальної реформи та ліквідації Вільнянського району, село увійшло до складу новоутвореного Запорізького району.
19 квітня 2022 року російські окупаційні війська завдали ракетного удару по селу Павлівське, внаслідок якого було пошкоджено декілька приватних будинків місцян.

## Населення

### Мова
Розподіл населення за рідною мовою за даними перепису 2001 року:
| Мова       | Кількість | Відсоток |
| ---------- | --------- | -------- |
| українська | 429       | 94.91%   |
| російська  | 23        | 5.09%    |
| Усього     | 452       | 100%     |

## Відомі особи
Проживав:
- Іван Єрьоменко (1926—2009) —  видатний хлібороб, Герой Соціалістичної Праці.

Уродженці села:
- Безь Андрій Володимирович (1983—2022) — солдат Збройних сил України, загинув у селі Піски Покровського району Донецької області.
- Фурдик Дмитро Миколайович (1979—2015) — солдат Збройних сил України, загинув у боях за Донецький аеропорт.